# Кристальдо, Эрнесто
Эрнесто Рубен Кристальдо Санта-Крус (исп. Ernesto Rubén Cristaldo Santa Cruz; 16 марта 1984, Асунсьон, Парагвай) — парагвайский футболист, вингер. Выступал за сборную Парагвая. Участник Олимпийских игр в Афинах.

## Клубная карьера
Кристальдо начал карьеру в клубе «Серро Портеньо». За четыре сезона он стал одним из ключевых футболистов клуба и провёл более ста матчей в парагвайской Примере. В 2008 году Эрнесто перешёл в аргентинский «Ньюэллс Олд Бойз». 13 сентября в матче против «Лануса» он дебютировал в чемпионате Аргентины. В этом же поединке Кристальдо забил свой первый гол за «бойз». Он так и не смог стать основным футболистом в новой команде и по окончании сезона вернулся в «Серро Портеньо».
За два сезона в составе «Портеньо» и «Соль де Америка», Кристальдо не смог набрать прежней формы, несмотря на то, что дважды завоевывал серебряные медали чемпионата. В 2011 году он подписал соглашение с колумбийским «Кукута Депортиво». 11 сентября в матче против «Депортес Толима» Эрнесто дебютировал в Кубке Мустанга.
В начале 2012 года Кристальдо перешёл в боливийский «Стронгест». 2 февраля в матче против «Ориенте Петролеро» он дебютировал в чемпионате Боливии. Через неделю в поединке против «Университарио» Эрнесто забил свой первый гол за «Стронгест». За команду он провёл более 150 матчей во всех турнирах.
Летом 2016 года Кристальдо вернулся на родину, подписав контракт со столичным «Насьоналем». 9 июля в матче против «Депортиво Капиата» он дебютировал за новый клуб. Летом 2017 года Эрнесто перешёл в «Депортиво Капиата». 24 сентября в матче против «Соль де Америка» он дебютировал за новую команду. В начале 2018 года Кристальдо присоединился к «Рояль Пари». 3 февраля в матче против «Ауроры» он дебютировал за новый клуб.

## Международная карьера
В 2004 году Кристальдо попал в заявку национальной команды на участие в Кубке Америки в Перу. 9 июля в матче против сборной Коста-Рики он дебютировал за национальную команду. Эрнесто также принял участие в поединках против команд Чили и Уругвая. В матче против чилийцев он забил свой первый гол за сборную.
В том же году Кристальдо завоевал серебряные медали Олимпийских игр в Афинах. На турнире он сыграл в матчах против сборных Японии, Италии, Южной Кореи и Аргентины.

### Голы за сборную Парагвая
| #   | Дата         | Место                  | Противник | Счёт | Результат | Соревнование       |
| --- | ------------ | ---------------------- | --------- | ---- | --------- | ------------------ |
| 01. | 12 июля 2004 | Арекипа, Арекипа, Перу | Чили      | 1:1  | 1:1       | Кубок Америки 2004 |

## Достижения
Командные
 «Стронгест»
- Чемпионат Боливии — Клаусура 2011/2012
- Чемпионат Боливии — Апертура 2012/2013
- Чемпионат Боливии — Апертура 2013/2014

Международные
- Олимпийские игры — 2004